# آدم كوكلي
آدم كوكلي (بالإنجليزية: Adam Coakley)‏ هو لاعب كرة قدم بريطاني، ولد في 19 أكتوبر 1987 في غلاسكو في المملكة المتحدة. شارك مع منتخب اسكتلندا تحت 19 سنة لكرة القدم. أما مع النوادي، فقد لعب مع نادي ستنهاوسموير ونادي غرينوك مورتون ونادي ماذرويل.

## وصلات خارجية
- آدم كوكلي على موقع قاعدة بيانات كرة القدم.إي يو (الإنجليزية)
- آدم كوكلي على موقع Soccerbase.com (لاعب) (الإنجليزية)